# Eduard Hummel

Eduard Hummel, Porträt (Aquarell) von Henry Hawkins, London 1838

Eduard Joseph Hummel (auch Edward oder Edouard, * 8. Mai 1814 in Wien; † März 1892 in Troy, New York) war ein deutscher Komponist und Kapellmeister.

## Leben
Eduard Hummel war der älteste der beiden Söhne von Johann Nepomuk Hummel aus dessen Ehe mit Elisabeth Röckel. Er wurde am 8. Mai 1814 in Wien geboren und am 9. Mai im Stephansdom auf die Namen Eduard Joseph getauft. Zusammen mit seiner Familie übersiedelte er 1816 von Wien nach Stuttgart und 1819 nach Weimar.
Dort erhielt er ersten Unterricht vom Vater, der ihn 1832 zur weiteren Ausbildung zu Carl Czerny und Ignaz von Seyfried nach Wien schickte, wo er außerdem eine Lehre bei dem Musikverleger Tobias Haslinger absolvierte. Eduard Hummels leichtsinniger und verschwenderischer Charakter erwies sich bald als Erschwernis für seine berufliche Laufbahn. Am 28. Oktober 1834 schrieb Hummel an Haslinger: „Ich habe auch Eduarden heute einen Brief geschrieben und ihm befohlen mir augenblicklich zu schreiben und mir über alle Ihre Punkte eine wahre Erklärung und Grund anzugeben. - Sie können nicht glauben wie weh es mir thut, dieß alles von Eduard's Leichtsinn zu hören. - Ich wünsche, daß Sie keine so traurige Erfahrung an Ihrem Sohne, der nicht minder Hang zum Verschwenden Anlage zu haben scheint als der Meinige, machen mögen; denn glauben Sie sicher, fremde Augen sehen oft besser als die der Eltern [...]“. Am 17. November 1834 ordnete Hummel in einem Brief an Haslinger die Rückkehr seines Sohnes an, der diesem am Tag darauf ein negatives Zeugnis ausstellte.
Zurück in Weimar, gab Eduard am 10. März 1837 in einem Konzert seines Vaters sein Debüt als Pianist mit dessen E-Dur-Klavierkonzert op. 110. Nachdem der Vater am 17. Oktober desselben Jahres gestorben war, ging er für zwei Jahre nach London. Als er im September 1839 nach Weimar zurückkehrte, meldete die Zeitschrift Der Wanderer: „Der älteste Sohn des Capellmeisters Hummel, Eduard, ist aus London zurückgekehrt, um ebenfalls eine Oper, deren Stoff dem Mittelalter entlehnt ist, zur Aufführung zu bringen, und sich sodann mit einer jungen liebenswürdigen Gattinn nach London zurück zu begeben.“
Die erwähnte „Gattinn“ war wahrscheinlich seine Verlobte Auguste Coudray (* 8. September 1816 in Weimar; † 22. April 1844 ebenda), eine Tochter des Weimarer Architekten Clemens Wenzeslaus Coudray, der 1845 zum Oberbaudirektor des Großherzogtums Sachsen-Weimar-Eisenach ernannt wurde. Eduard Hummel heiratete sie am 15. Februar 1841 in der Stadtkirche zu Weimar. Die bereits in London begonnene Oper mit dem Titel Alor, oder die Hunnen vor Merseburg im Jahre 932 gelangte erst am 9. September 1843 in Weimar zur Uraufführung. Der Weimarer Korrespondent der Allgemeinen Musikalischen Zeitung beurteilte das Werk wie folgt:

„Alor, eine grosse heroische Oper von einer hiesigen Dichterin, komponiert von Eduard Hummel, dem ältesten Sonne des verstorbenen J. N. Hummel, erhielt nur in einzelnen Sätzen Beifall. Die Dichtung enthält viele schöne Verse, aber dem Ganzen fehlt Handlung und Interesse. Die Musik hat einige hübsche Sätze, aber sie ermattet an Breite der Wiederholungen und an ihrem Stoffe selbst. Auffallend ist die Verschiedenheit mehrerer Stücke unter sich. Während das eine recht angenehme Melodieen und nicht uninteressante Harmonieen bietet, nach Character nicht ohne Gelingen strebt, und dramatisch wird, sind andere kalt und monoton. Dieser Umstand wird erklärt, wenn es wahr ist, dass Herr Hummel mehrere Jahre an der Oper gearbeitet hat.“

Die Signale für die musikalische Welt meldeten, die Oper sei „bereits zweimal in Weimar gegeben worden. Man hofft, daß die Oper später, wenn sie älter ist, gefallen wird.“ Im Spätsommer 1844 folgte Hummel einem Ruf als Kapellmeister an das Theater in Augsburg, wechselte aber schon im November nach Ansbach. Weitere Stationen seiner Kapellmeisterlaufbahn waren Brünn und Troppau. Ab 1874 war er als Dirigent an der Komischen Oper in Wien tätig, wo 1878 bis 1880 auch Felix Mottl das Amt eines Kapellmeisters versah. Das Gebäude wurde beim sogenannten Ringtheaterbrand am 8. Dezember 1881, einer der schwersten Brandkatastrophen des 19. Jahrhunderts, vollständig zerstört.
Zu dieser Zeit lebte Hummel, der nach dem frühen Tod seiner Frau (1844) ein zweites Mal geheiratet hatte, vermutlich nicht mehr in Wien, sondern schon bei seinem Sohn Alphons in den USA. Die Familie wohnte zuletzt in Troy, einer 250 km nördlich von New York City gelegenen, sehr wohlhabenden Kleinstadt mit damals ca. 50.000 Einwohnern. Dort starb „Edouard Hummel, professor of music“ im März 1892 „in the residence of his son“ in der Sheridan Avenue.
Eduard Hummel galt als hochtalentierter, aber letztlich „missratener Sohn“, der es nicht verstand, seine Anlagen zielstrebig auszubilden. Ein kleiner Teil von seinem Nachlass befindet sich seit 1975 im Goethe-Museum Düsseldorf.

## Familie
Eduard Hummel hatte aus der Ehe mit Auguste Coudray zwei Töchter:
- Johanna Hummel (* 28. Februar 1842 in Weimar; † 13. Oktober 1927 ebenda),
- Auguste Hummel (* 22. April 1844 in Weimar; † 5. August 1918 ebenda).

Beide blieben unverheiratet. Die irische Pianistin Bettina Walker, die im Sommer 1883 nach Weimar kam, um bei Franz Liszt zu studieren, wohnte vorübergehend bei ihnen im ehemaligen Haus ihrer Großmutter Elisabeth Hummel in der Marienstraße 8. Wie Walker berichtet, wurde dort ein regelrechter Kult um Beethoven betrieben, der um 1809/10 in Wien zu Elisabeths Verehrern gehört hatte, bevor sie 1813 Johann Nepomuk Hummel geheiratet hatte.
Der Name der zweiten Frau von Eduard Hummel ist nicht bekannt. Einziges Kind dieser Ehe war der Sohn Alphons.

## Werke
- op. 2: Variations brillantes sur un Thème favori de l’Opéra „I Montechi e Capuletti“ de Bellini F-Dur für Klavier, Mainz: Schott, Juni 1837
- op. 4: Fantasina [!] sur un Air de l’Opéra „The Gipsy’s Warning“ de Julius Benedict B-Dur für Klavier, Mainz: Schott, November 1838
- Le Sejour à Londres. Thema et variations pour le Pianoforte (Exemplar in London, British Library)
- op. 12: Messa solenne ma breve (Nachweis bei List & Francke, Katalog 164, Leipzig 1884, Nr. 904)
- Schützenmarsch der Stahl- & Armbrust-Schützengesellschaft zu Weimar am 4. August 1840 (Exemplar in Düsseldorf, Goethe-Museum, KM 498)
- Alor, oder die Hunnen vor Merseburg im Jahre 932, Oper, 1839–1843 (Autograph in Düsseldorf, Goethe-Museum, KM 494–497)
- Die Liebesprobe. Zaubermärchen, Oper nach einem Libretto von Carl Schultes, uraufgeführt 1847 am Münchner Hoftheater (Partitur in der Bayerischen Staatsbibliothek; weiterer Nachweis bei List & Franke, Katalog 164, Leipzig 1884, Nr. 1396)